# Ксаверове
Ксаве́рове (до 1918 року — Савелівка) — село в Україні, у Черкаському районі Черкаської області, у складі Городищенської міської громади. Населення — 389 чоловік, 237 дворів (на 2010 рік). Розташоване за 25 км на південний схід від центру громади — міста Городище та за 4 км на північ від залізничної станції Цвіткове.

## Історія
Поблизу села знайдено знаряддя праці доби неоліту.
Після реформи 1861 року селяни отримали по 3,5 десятин землі, панові належало близько 500.
У Лаврентія Похилевича в «Сказаннях про населені місцевості Київської губернії» про Ксаверовку сказано:
|  | Село при вершині струмка Медянки. Називається також Дубове, бо оточене дубовими гаями. Жителів обох статей — 1005. Церква Покровська, дерев'яна. Побудована одночасно з Калиновською (1864 р.) Оригінальний текст (рос.) Село при вершине ручья Медянки. Называется также Дубово, потому что окружено дубовыми рощами. Жителей обоего пола — 1005. Церковь Покровская, деревянная. Построена в одно время с Калиновской (1864 г.) |

1905 року в селі відбувся виступ селян проти поміщика. Ватажками селянського руху були Аркуша Харитон, Кирпатий Денис, Сабадаш Іван, Рада Яків.
Перша школа відкрита у 70-х роках XIX століття. Охоплювала навчання 20 % дітей шкільного віку. Із 40 дітей школу закінчували лише 10—12. З пошаною згадується в селі прізвище Обломського, який увійшов в історію як народний учитель. У 1918 році відкрита початкова школа.
У 1929 році, під час примусової колективізації, у селі заснували колгосп. Перший голова — Охріменко Олекса Омелькович. Колгосп змінював назви: «ім. Крупської», «Ворошилова», «20 років РСЧА», у роки укрупнення господарств під час приєднання до села Калинівки — «Жовтень», з приєднанням до села Хлистунівки — дільниця колгоспу ім. Котовського.
У роки німецько-радянської війни 172 жителі воювали на фронтах, з них 113 загинули, 64 нагороджені бойовими орденами і медалями СРСР. На їхню честь у селі споруджений обеліск Слави.
У післявоєнні роки в селі працював колгосп ім. Ворошилова, що використовував 1401 га земельних угідь, зокрема 1221 га орної землі. Колгосп вирощував зернові і технічні культури.
Село постраждало внаслідок геноциду українського народу, проведеного окупаційним урядом СССР у 1923—1933 та 1946–1947 роках.
Станом на 1972 рік в селі проживало 1 082 осіб, працювала 8-річна школа, у якій навчалось 155 учнів, клуб на 300 місць, фельдшерсько-акушерський пункт.
У 1988 році відбулося розділення колгоспів, був утворений колгосп «Прогрес», який очолив Коцупатрий Олексій Миколайович. 1995 року була збудована школа.

### Сучасність
У селі діє ТОВ «Берег», яке займається вирощуванням сільськогосподарських культур та вирощуванням птиці і свиней.

### Пам'ятки
Довжик — заповідне урочище.

## Відомі особистості
- Блажевський Степан Теофілович (?–1930) — організатор антибільшовицького повстанського руху на Черкащині.
- Копитов Владислав В'ячеславович — (1998—2022) — старший солдат Збройних сил України, учасник російсько-української війни.
- Марковський Михайло Миколайович (1869—1947) — український педагог.